# Chmielewo (województwo wielkopolskie)
Chmielewo – osada w Polsce, w województwie wielkopolskim, w powiecie obornickim, w gminie Ryczywół.
Do 2023 miejscowość była częścią wsi Krężoły.
W latach 1975–1998 Chmielewo należało administracyjnie do województwa pilskiego.